# Lomnice (kraj morawsko-śląski)
Lomnice (niem. Lobnig) – gmina w Czechach, w powiecie Bruntál, w kraju morawsko-śląskim. Według danych z dnia 1 stycznia 2012 liczyła 515 mieszkańców.
Składa się z dwóch części:
- Lomnice
- Tylov.